# ایهور بویچوک
ایهور بویچوک (اوکراینی: Ігор Васильович Бойчук؛ زادهٔ ۱۰ ژانویهٔ ۱۹۹۴) بازیکن فوتبال اهل اوکراین است.